# كاسية (جنس)
كاسِيَّة أو كُواسِية (الاسم العلمي Quassia)، هو جنس نباتات من فصيلة السيماروبية مختلف في تصنيف طرازه بعض العلماء يُصنفه جنس وحيد النوع وهو الخشب مُرّ وفريق آخر من العلماء يُصنفه جنس يضم 44 نوعًا من الشجيرات والأشجار. سُمي هذا الجنس باسم عبد سابق من سورينام Graman Quassi في القرن الثامن عشر. ويعود الفضل له في اكتشاف الفوائد الطبية للحاء الخشب المر أو كاسية أمارا.